# Ширикіна Кіра Миколаївна
Кіра Миколаївна Ширикіна (нар. 4 червня 2008, Дніпро, Україна)— українська гімнастка групових вправ.Кандидат в майстри спорту.

## Спортивна кар'єра

### 2024
Дебютувала в складі дорослої збірної України в групових вправах на міжнародному турнірі "Miss Valentinе" в Тарту, Естонія, де разом з командою здобула золоті нагороди в груповому багатоборстві, а також вправах з п'ятьма обручами та трьома стрічками та двома м'ячами.

## Статистика
Групові вправи
| Рік                | Змагання                          | Команда | ГБ | 5     | 5     |
| ------------------ | --------------------------------- | ------- | -- | ----- | ----- |
| Юніорські змагання |                                   |         |    |       |       |
| 2023               | Чемпіонат Європи                  | 4       | 4  | 4     | 7     |
| 2023               | Юніорський чемпіонат світу        | 4       | 4  | 4     | 4     |
| Рік                | Змагання                          | Команда | ГБ | 5     | 3 + 2 |
| Дорослі змагання   |                                   |         |    |       |       |
| 2024               | Міжнародний турнір Miss Valentinе |         | 1  | 1     | 1     |
| 2024               | Кубок світу. Афіни                |         | 13 | 4     |       |
| 2024               | Гран-прі. Тьє                     |         | 3  | 5     | 5     |
| 2024               | Кубок світу. Софія                |         | 10 | 7     |       |
| 2024               | Кубок світу. Баку                 |         | 7  | 5     | 7     |
| 2024               | Чемпіонат Європи                  | 8       | 6  | 5     | 3     |
| 2024               | Кубок світу. Мілан                |         | 8  |       | 3     |
| 2024               | Кубок виклику. Клуж-Напока        |         | 7  | 7     | 3     |
| 2024               | Олімпійські ігри                  |         | 7  |       |       |
|                    |                                   | Команда | ГП | 2 + 3 | 5     |
| 2025               | Міжнародний турнір Miss Valentinе |         | 2  | 2     | 3     |